# 鴻州 (陝西)
鸿州，中国武周时设置的州。
天授二年（691年）置，治所在鸿门县（今陕西省西安市临潼区东北零口镇）。辖境约当今陕西省西安市高陵县、临渭区一带。久视元年（700年）废。
鸿州刺史
- 阳俭（武周初年）